# グラスコック郡 (テキサス州)
グラスコック郡（グラスコックぐん、英: Glasscock County）は、アメリカ合衆国テキサス州の西部に位置する郡である。2010年国勢調査での人口は1,226人であり、2000年の1,406人から12.8%減少した。郡庁所在地は国勢調査指定地域のガーデンシティ（人口334人）であり、同郡で人口最大の町でもある。郡名はオースティンの初期開拓者ジョージ・ワシントン・グラスコックに因んで名付けられた。

## 地理
アメリカ合衆国国勢調査局に拠れば、郡域全面積は901平方マイル (2,334 km2)であり、事実上全て陸地である。石油埋蔵量ではアメリカ合衆国の中で第3位の油田であるスプラベリー・トレンドが、郡内の多くの場所に入っている。

### 主要高規格道路
- アメリカ国道87号線
- テキサス州道137号線
- テキサス州道158号線
- 農場市場直結道路33号線

### 隣接する郡
- ハワード郡 - 北
- スターリング郡 - 東
- リーガン郡 - 南
- ミッドランド郡 - 西
- マーティン郡 - 北西

## 人口動態
以下は2000年の国勢調査による人口統計データである。
| 基礎データ - 人口: 1,406人 - 世帯数: 483 世帯 - 家族数: 355 家族 - 人口密度: 1人/km2（2人/mi2） - 住居数: 660軒 - 住居密度: 0軒/km2（1軒/mi2） 人種別人口構成 - 白人: 77.52% - アフリカン・アメリカン: 0.50% - ネイティブ・アメリカン: 0.14% - 太平洋諸島系: 0.21% - その他の人種: 19.13% - 混血: 2.49% - ヒスパニック・ラテン系: 29.87% 年齢別人口構成 - 18歳未満: 33.5% - 18-24歳: 7.1% - 25-44歳: 28.4% - 45-64歳: 22.0% - 65歳以上: 9.0% - 年齢の中央値: 34歳 - 性比（女性100人あたり男性の人口） - 総人口: 108.9 - 18歳以上: 113.0 | 世帯と家族（対世帯数） - 18歳未満の子供がいる: 42.0% - 結婚・同居している夫婦: 67.5% - 未婚・離婚・死別女性が世帯主: 2.9% - 非家族世帯: 26.5% - 単身世帯: 23.8% - 65歳以上の老人1人暮らし: 7.0% - 平均構成人数 - 世帯: 2.91人 - 家族: 3.51人 収入と家計 - 収入の中央値 - 世帯: 35,655米ドル - 家族: 43,000米ドル - 性別 - 男性: 27,000米ドル - 女性: 27,083米ドル - 人口1人あたり収入: 18,279米ドル - 貧困線以下 - 対人口: 14.7% - 対家族数: 11.5% - 18歳未満: 17.5% - 65歳以上: 4.1% |

## 政治
2000年の大統領選挙で、グラスコック郡は共和党のジョージ・W・ブッシュに総投票数の93.1%を投じ、国内最高率となった。
この共和党寄りの傾向は各政党の登録者数に現れている。2008年大統領選挙の予備選挙では、民主党の指名争いに投票したのは19人に過ぎず、共和党の場合は400人以上だった。

## 都市と町
- ガーデンシティ - 郡庁所在地
- セントローレンス